# Årjäng
Årjäng este un oraș în Suedia.

## Demografie
| \| Evoluția demografică a zonei urbane Årjäng, 1970–2015 \| Evoluția demografică a zonei urbane Årjäng, 1970–2015 \| Evoluția demografică a zonei urbane Årjäng, 1970–2015 \| Evoluția demografică a zonei urbane Årjäng, 1970–2015 \| Evoluția demografică a zonei urbane Årjäng, 1970–2015 \| \| --------------------------------------------------------------------------------------- \| ----------------------------------------------------- \| ----------------------------------------------------- \| ----------------------------------------------------- \| ----------------------------------------------------- \| \| An \| \| \| Locuitori \| \| \| 1970 \| 1970 \| \| 2.171 \| 2.171 \| \| 1975 \| 1975 \| \| 2.596 \| 2.596 \| \| 1980 \| 1980 \| \| 3.008 \| 3.008 \| \| 1990 \| 1990 \| \| 3.258 \| 3.258 \| \| 1995 \| 1995 \| \| 3.299 \| 3.299 \| \| 2000 \| 2000 \| \| 3.224 \| 3.224 \| \| 2005 \| 2005 \| \| 3.176 \| 3.176 \| \| 2010 \| 2010 \| \| 3.228 \| 3.228 \| \| 2015 \| 2015 \| \| 3.302 \| 3.302 \| \| Sursa: SCB - Statistika Centralbyrån, Folkmängden per tätort. Vart femte år 1960 - 2016 \| \| \| \| \| |      |  |           |       |
| Evoluția demografică a zonei urbane Årjäng, 1970–2015 |      |  |           |       |
| An |      |  | Locuitori |       |
| 1970 | 1970 |  | 2.171     | 2.171 |
| 1975 | 1975 |  | 2.596     | 2.596 |
| 1980 | 1980 |  | 3.008     | 3.008 |
| 1990 | 1990 |  | 3.258     | 3.258 |
| 1995 | 1995 |  | 3.299     | 3.299 |
| 2000 | 2000 |  | 3.224     | 3.224 |
| 2005 | 2005 |  | 3.176     | 3.176 |
| 2010 | 2010 |  | 3.228     | 3.228 |
| 2015 | 2015 |  | 3.302     | 3.302 |
| Sursa: SCB - Statistika Centralbyrån, Folkmängden per tätort. Vart femte år 1960 - 2016 |      |  |           |       |